# Messier 25
Messier 25 (IC 4725) é um aglomerado estelar aberto localizado na constelação de Sagitário. Foi descoberto pelo suíço Jean-Philippe de Chéseaux em 1745, e foi incluído por Charles Messier em seu catálogo de objetos de aparência semelhante a cometas em 1764.
Messier 25 está a uma distância de cerca de 2 000 anos-luz da Terra. Tem cerca de 19 anos-luz de diâmetro. Uma estrela variável em brlho, tipo Delta Cephei, designada como U Sagittari, é membro do aglomerado.

## Descoberta e visualização
O aglomerado aberto foi descoberto por Jean-Philippe de Chéseaux em 1745 ou 1746. Foi redescoberto independentemente pelo astrônomo francês Charles Messier, que o adicionou em seu catálogo em 20 de junho de 1764. Também foi adicionado ao catálogo de Johann Elert Bode em 1777 e foi observado por William Herschel, descobridor de Urano, em 1783, por William Henry Smyth em 1836 e por Thomas William Webb em 1859.
Por razões desconhecidas, o filho de William Herschel, John Herschel, não adicionou o objeto ao New General Catalogue (NGC), sendo redescoberto apenas em 1866, por Johann Friedrich Julius Schmidt, segundo Kenenth Glyn Jones. Finalmente Messier 25 foi adicionado à segunda versão do Index Catalogue, de John Louis Emil Dreyer, em 1908, baseado em fotografias e usando os dados obtidos por Solon Irving Bailey.

## Características

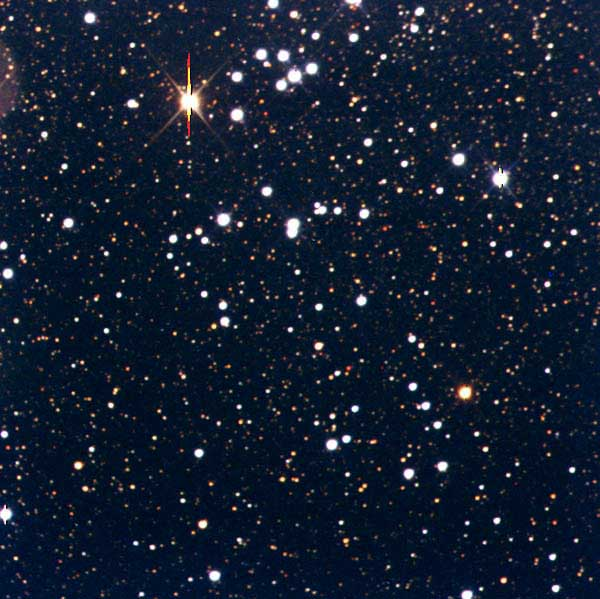
Messier 25, NASA

São encontradas no aglomerado duas estrelas gigantes, de classes espectrais M e G. Contém a estrela variável U Sagittarii, uma variável cefeida com período de 6,74 dias, um período típico para as estrelas nas vizinhanças do Sol, segundo Cecilia Payne-Gaposchkin. A estrela foi descoberta por J. B. Irwin em 1956 e a sua associação ao aglomerado foi confirmada por M. W. Feast, no Observatório Radcliffe.
A presença da estrela variável é consistente com a idade do aglomerado, que não é muito jovem, em termos astronômicos. Sua idade foi estimada em 89 milhões de anos, segundo o Sky Catalogue 2000.0 e . Como a distância do aglomerado em relação à Terra é bem conhecida por outros meios, cerca de 2 000 anos-luz, a variável U Sagittarii pode ser usada como ponto de referência para a escala de distância de cefeidas, que é usada para a determinação de galáxias próximas. Considerando sua distância e seu diâmetro aparente de 32 minutos de grau, a extensão real do aglomerado é de aproximadamente 19 anos-luz.
Åke Wallenquist estimou o número de estrelas do aglomerado em 86, embora Brent Archinal e Steven Hynes tenha estimado em 601 estrelas. Pertence à classe I,2,p, segundo a classificação de aglomerados abertos de Robert Julius Trumpler, onde a classe I refere-se aos aglomerados mais densos e a classe IV aos menos densos; a classe 1 aos aglomerados com pouca diferença de brilho entre seus componentes e a classe 3 aos que tem grande diferença de brilho; e a classe p aos aglomerados pobres em estrelas, m para aglomerados com a quantidade de estrelas dentro da média e r para os ricos em estrelas. Contudo, pertence à classe I,3,m de acordo com o Sky Catalogue 2000.0, I,2,m, segundo Woldemar Götz, IV,3,r, segundo o próprio Trumpler e III,3,m, segundo Archinal e Hynes.